# Refuge faunique national Ouray
Ouray National Wildlife Refuge (également appelé Ouray National Waterfowl Refuge) est un refuge faunique dans le centre du comté d'Uintah, dans le nord-est de l'Utah. Il fait partie du système du National Wildlife Refuge, situé à 6 km du village d'Ouray, à 16 km au sud-est de la ville de Randlett et à 50 km au sud-ouest de Vernal. 
Fondée en 1960, elle chevauche la rivière Green sur 19 km et couvre 48 km². Une partie du refuge (15 km²) est loué à la réserve indienne de Uintah et Ouray. Le refuge a été créé pour l'usage des oiseaux locaux et migrateurs, et avec des fonds fournis par la vente de timbres fédéraux de canard. 
Le site du refuge abrite également l'écloserie nationale de poissons d'Ouray, qui a été créée en 1996 pour aider à faire éclore les rejets de rasoir, les chevesnes à bosse, les pikeminnows du Colorado et les chevesnes à queue de cheval. 
Les précipitations sont inférieures à 178 mm par an.

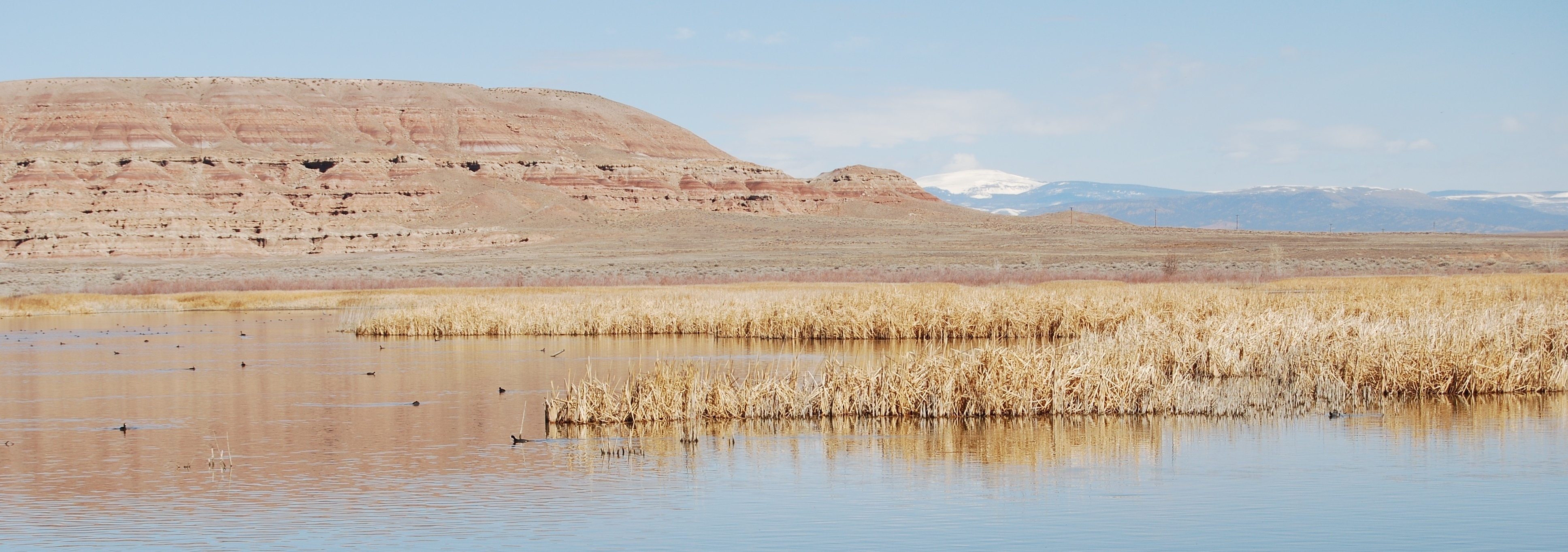
Vue panoramique.
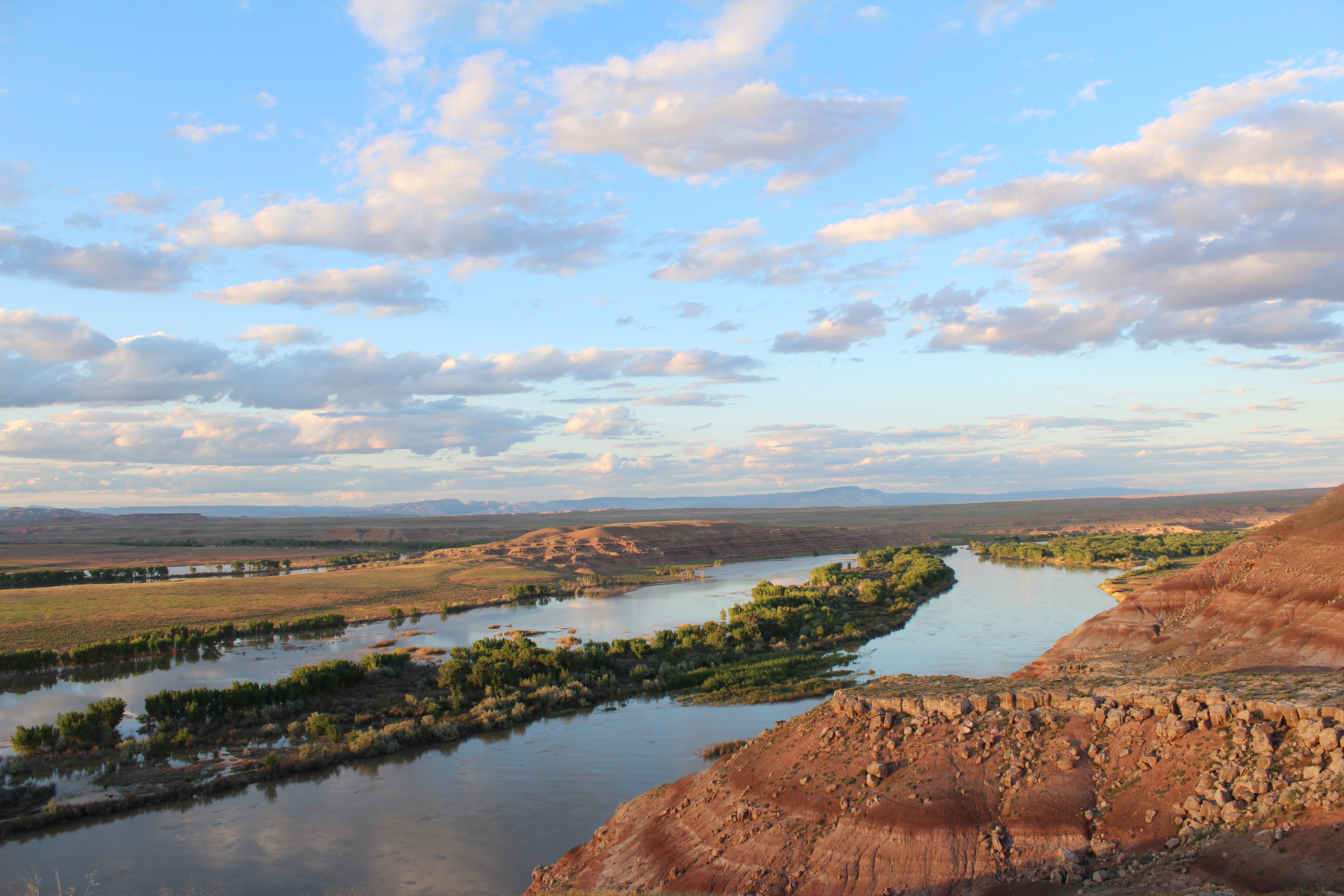
Green River.
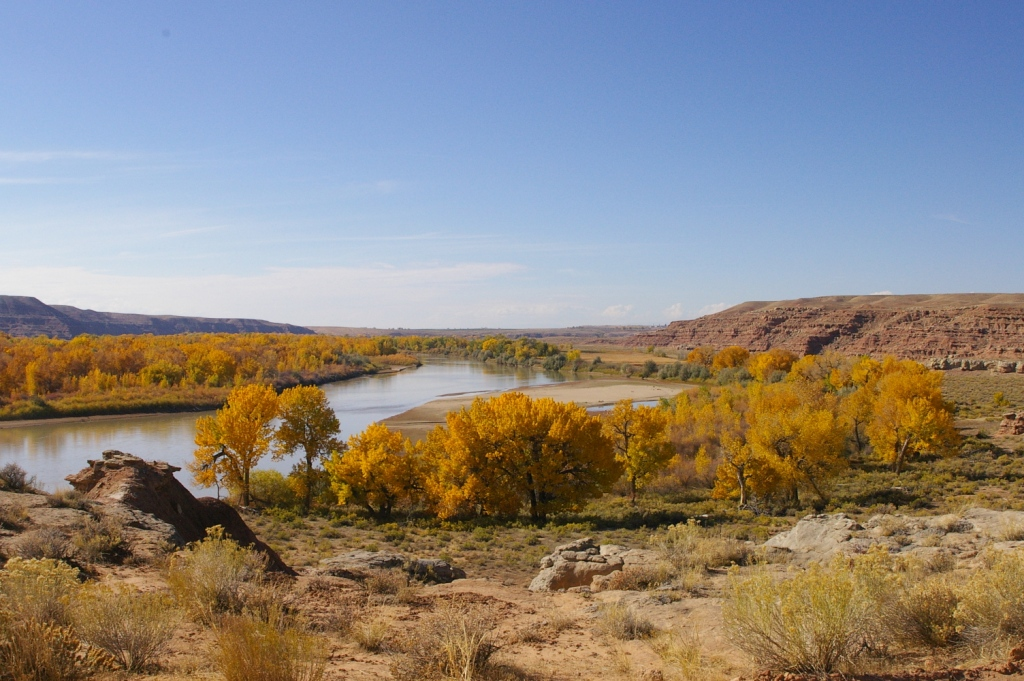
Rives et arbres.
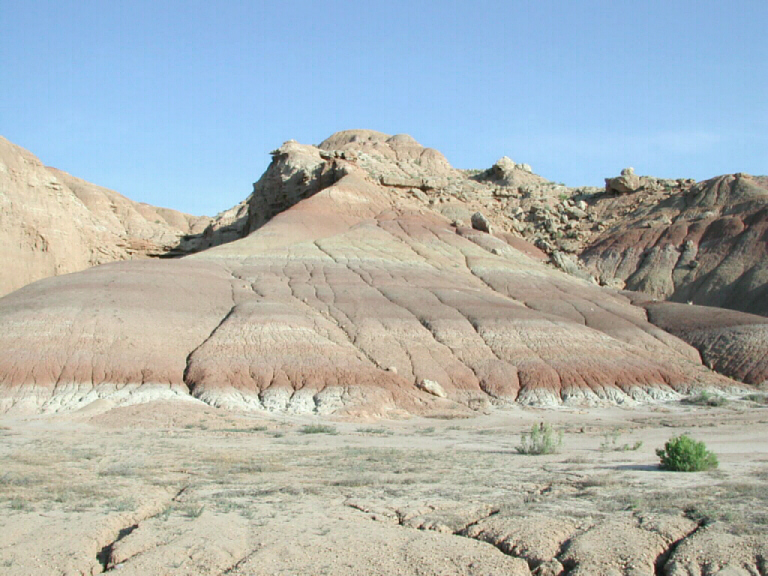
Formations rocheuses.